# 汪达尔·萨维奇
汪达尔·萨维奇（英語：Vandal Savage）是美国DC漫画出版的一名虚构超级反派。首次登场于1943年12月《绿灯侠》10期。萨维奇通常被描绘为一个拥有不朽之身、巨大的技术实力、才华横溢的战术家。在史前时期，萨维奇曾是一名克羅馬儂人，在一次神秘的陨石辐射后，他拥有了不可思议的智慧和不朽之身。每次被杀后，他都会以一个新的身份复活。他与DC漫画中的许多英雄战斗过。2009年，被IGN评为超级反派第36位。

## 其他媒體
- 綠箭宇宙：由加斯帕·科倫普（英语：Casper Crump）飾演。
  - 《闪电侠》：2015年交叉集登場。
  - 《綠箭俠》：2015年交叉集登場。
  - 《明日传奇》：第一季主要反派，第四季客串。
- 少年正義聯盟：前兩季由米格爾·費雷爾配音，他過世後，第三季由大衛·凱伊（英语：David Kaye (voice actor)）配音。
  - 他是L-1成員並領導光明會對抗正義聯盟。